# Richard Stannard
Richard Stannard (* 19. April 1974 in Hexham) ist ein britischer Triathlet. Er ist dreifacher Aquathlon-Weltmeister (2003–2011) und vierfacher Biathle-Weltmeister (2005–2012).

## Werdegang
Richard Stannard fing Ende der 1990er Jahre mit dem Triathlon an und 2001 wurde er nationaler Triathlon-Meister.
Im Dezember 2003 wurde er Aquathlon-Weltmeister.
Stannard ist im Triathlon als sehr schneller Schwimmer bekannt, er trägt den Spitznamen „The Fish“ und hält mehrere nationale Schwimmrekorde.
2005 wurde er in Monaco auch Biathle-Weltmeister (1,5 km Laufen, 200 m Schwimmen und 1,5 km Laufen) und er konnte diesen Erfolg noch dreimal wiederholen.
Er ist auch als Trainer und Coach tätig und 2008 war er als Betreuer des irischen Triathlon-Team bei den Olympischen Sommerspielen in Peking. 2011 wurde er nationaler Meister im Cross-Triathlon.

Im November 2012 wurde er in Dubai zum vierten Mal Biathle-Weltmeister.

## Sportliche Erfolge
| Datum/Jahr    | Rang | Wettbewerb                                          | Austragungsort         | Zeit     | Bemerkung                                                                           |
| ------------- | ---- | --------------------------------------------------- | ---------------------- | -------- | ----------------------------------------------------------------------------------- |
| 17. Sep. 2017 | 1    | ITU World Triathlon Grand Final M40–44              | Rotterdam              | 01:04:29 | im letzten Rennen („Grand Final“) Sieger der Altersklasse 40–44 auf der Kurzdistanz |
| 15. Juni 2014 | 10   | GBR Triathlon National Championships                | Windsor                | 01:54:02 |                                                                                     |
| 2003          | 3    | London Triathlon                                    | London                 |          |                                                                                     |
| 2001          | 1    | GBR Triathlon National Championships                | Vereinigtes Konigreich |          |                                                                                     |
| 3. Juli 1999  | 26   | ETU European Triathlon Short Distance Championships | Funchal                | 01:51:39 | Triathlon-Europameisterschaft auf der Kurzdistanz                                   |

| Datum/Jahr | Rang | Wettbewerb                                 | Austragungsort         | Zeit | Bemerkung |
| ---------- | ---- | ------------------------------------------ | ---------------------- | ---- | --------- |
| 2011       | 1    | GBR Cross Triathlon National Championships | Vereinigtes Konigreich |      |           |

| Datum/Jahr    | Rang | Wettbewerb                        | Austragungsort          | Zeit     | Bemerkung                  |
| ------------- | ---- | --------------------------------- | ----------------------- | -------- | -------------------------- |
| 4. Sep. 2013  | 4    | ITU Aquathlon World Championships | London                  | 00:29:11 |                            |
| 17. Okt. 2012 | 2    | ITU Aquathlon World Championships | Auckland                | 00:29:34 | Vize-Weltmeister Aquathlon |
| 7. Sep. 2011  | 1    | ITU Aquathlon World Championships | Peking                  | 00:30:20 | Aquathlon-Weltmeister      |
| 30. Aug. 2006 | 1    | ITU Aquathlon World Championships | Lausanne                | 00:27:59 | Aquathlon-Weltmeister      |
| 8. Sep. 2005  | 2    | ITU Aquathlon World Championships | Gamagōri                | 00:26:51 | Vize-Weltmeister Aquathlon |
| Dez. 2003     | 1    | ITU Aquathlon World Championships | Queenstown (Neuseeland) |          | Aquathlon-Weltmeister      |
| 18. Juli 2001 | 2    | ITU Aquathlon World Championships | Edmonton                |          | Vize-Weltmeister Aquathlon |

| Datum/Jahr    | Rang | Wettbewerb                  | Austragungsort | Zeit  | Bemerkung                                                              |
| ------------- | ---- | --------------------------- | -------------- | ----- | ---------------------------------------------------------------------- |
| 4. Nov. 2012  | 1    | Biathle World Championships | Dubai          | 11:48 | Biathle-Weltmeister                                                    |
| 2010          | 1    | Biathle World Championships | Dubai          |       | Biathle-Weltmeister                                                    |
| 20. Sep. 2007 | 1    | Biathle World Championships | Monte Carlo    |       | Biathle-Weltmeister                                                    |
| 2005          | 1    | Biathle World Championships | Monte Carlo    |       | Biathle-Weltmeister (1,5 km Laufen, 200 m Schwimmen und 1,5 km Laufen) |

(DNF – Did Not Finish)